# フォルクスワーゲン・ポロ
ポロ（Polo）は、ドイツの自動車メーカー、フォルクスワーゲンが製造・販売する小型乗用車（コンパクトカー）である。

## 概要
フォルクスワーゲンの主力モデルであるゴルフと同様に、横置きエンジンによる前輪駆動という伝統的な構成のコンパクトカーで、日本においては年間販売台数が常に1万台を超える中核モデルである。購入者の60%が女性であり、これは日本国内におけるフォルクスワーゲン全体において女性ユーザーが占める割合を大きく超える。
モデルチェンジの度にボディサイズを拡大してきたゴルフに対し、ポロのサイズは5代目までは2代目ゴルフ程度と、かつてゴルフが担っていた基本的なコンパクトカーの役割を果たしており、このクラスのベンチマーク的存在となっている。ただし、6代目モデルは次世代プラットフォームであるMQBを採用したことで、3ナンバーサイズに拡大された。
主なボディ形状はハッチバックだが、7代目を除いて3ボックスのセダンも存在し、エステート（ワゴン）やクーペが設定されていた時期もある。しかし、歴代モデルとも日本に導入されたのは一部のボディタイプのみである。現在、セダンはロシア、中国、ラテンアメリカ、南アフリカ共和国（南アフリカ）およびその他アフリカ地域にて販売されている。
歴代を通してスポーツモデルが存在し、3代目からはGTIの名を冠したホットハッチ「ポロGTI」が、そして2005年にはクロスオーバーSUVタイプの「クロスポロ」が登場している。
日本市場において、3代目モデルからフォルクスワーゲン グループ ジャパンによる本格的な輸入が開始されているが、2代目のポロクーペCLとポロダービィ（日本名：ポロクラシックCL）がヤナセにより限定輸入・販売されていた。北米市場では販売されておらず、地域によってはフォックスという下位モデルが存在する。
2022年現在、欧州で初代が発売された1975年以降、これまでに全世界で1,800万台が生産されており、日本国内においても、1996年の本格導入以降、累計約30万台が輸入・販売されている。

## 車名の由来
馬に乗りながらボールを操る馬術競技のポロから取られた。同時に、13世紀から14世紀のイタリア人旅行家で、「東方見聞録」を記したマルコ・ポーロにも因んでいる。
フォルクスワーゲン車の名称はゴルフやジェッタをはじめとして風に由来するものが多い（ヴェント、ボーラ、シロッコ、パサートなど）が、ポロは風の名とは関係がない。

## 初代 86型（1975年 - 1981年）
- 1975年3月 - ラインナップの根本的な見直しを図っていたVWのボトムレンジとして登場。ビートルの実質的後継車として、また、南ヨーロッパにおけるVWの勢力拡大戦略車として意図された。設計は前年に発表されたアウディ50をベースとしており、両車の外観上の違いはエンブレム程度だが、1.1 Lのエンジンを持つアウディ50に対し、900 ccのポロは下位に位置付けられていた。デビュー当時はこの900 cc（40 PS）エンジンを搭載した3ドアハッチバックのみで、グレードは標準仕様と装備の充実したLの2つ。最高速度は135 km/h（アウディ50は145 km/h）。サスペンション形式は、フロントがストラット、リアがトーションビームアクスル。アウディ50とは異なり、ブレーキは前後ともドラムブレーキで、フロントディスクブレーキはメーカーオプションだった。
- 1976年 - 1.1 L（50 PS）エンジンが追加。
- 1977年 - ダービィと呼ばれるセダンタイプが加えられ、このダービィには1.3 L（60 PS）もラインナップされた。
- 1979年 - ポロにも1.3 L（60 PS）エンジンが追加され、ポロGTと呼ばれるホットモデルが加わった。外観的にはバンパーの樹脂化、ヘッドランプの角形化、フロントグリルのデザイン変更が行われている。
- 1980年 - LとGLに895 cc（最高速度:135 km/h）、SとLS、GLSに1.0 L (1,093 cc)（最高速度:142 km/h）、LSとGLS、GTに1.3 L (1,272 cc)（最高速度:154 km/h）のエンジンをそれぞれ搭載。前期型、後期型あわせて500,000台が生産された。

- 搭載エンジン
  - 895 cc 直列4気筒 ガソリン 40 PS 4MT（ハッチバック専用）
  - 1,093 cc 直列4気筒 ガソリン 50 PS 4MT
  - 1,272 cc 直列4気筒 ガソリン 60 PS 4MT

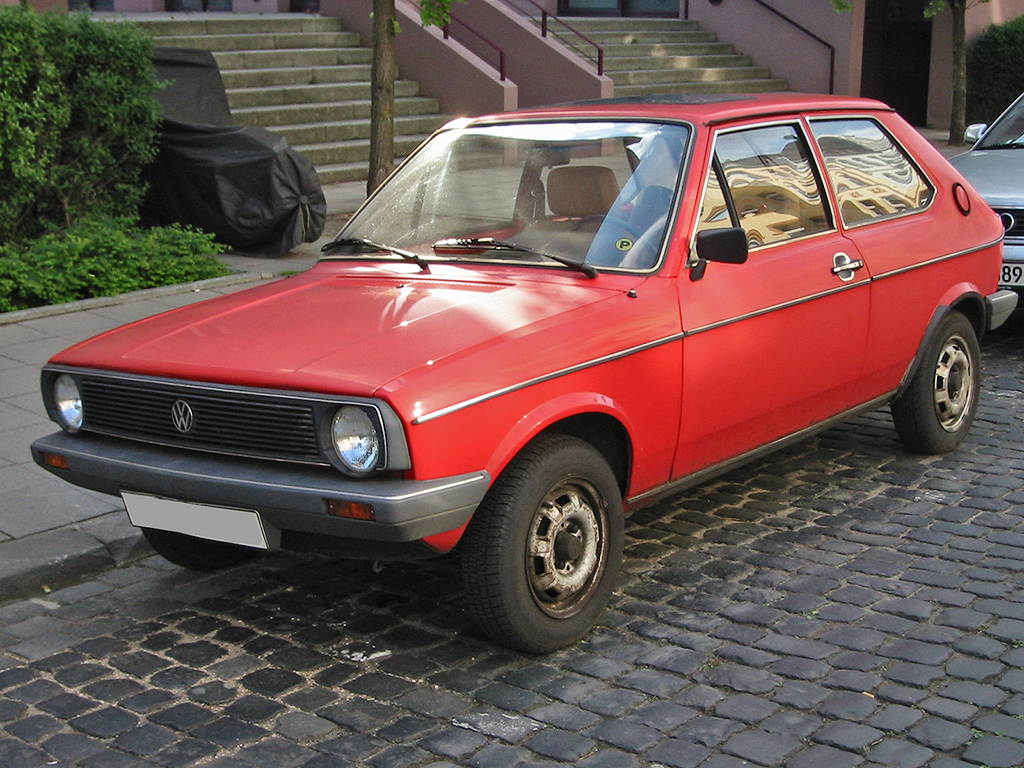
後期型（フロント）
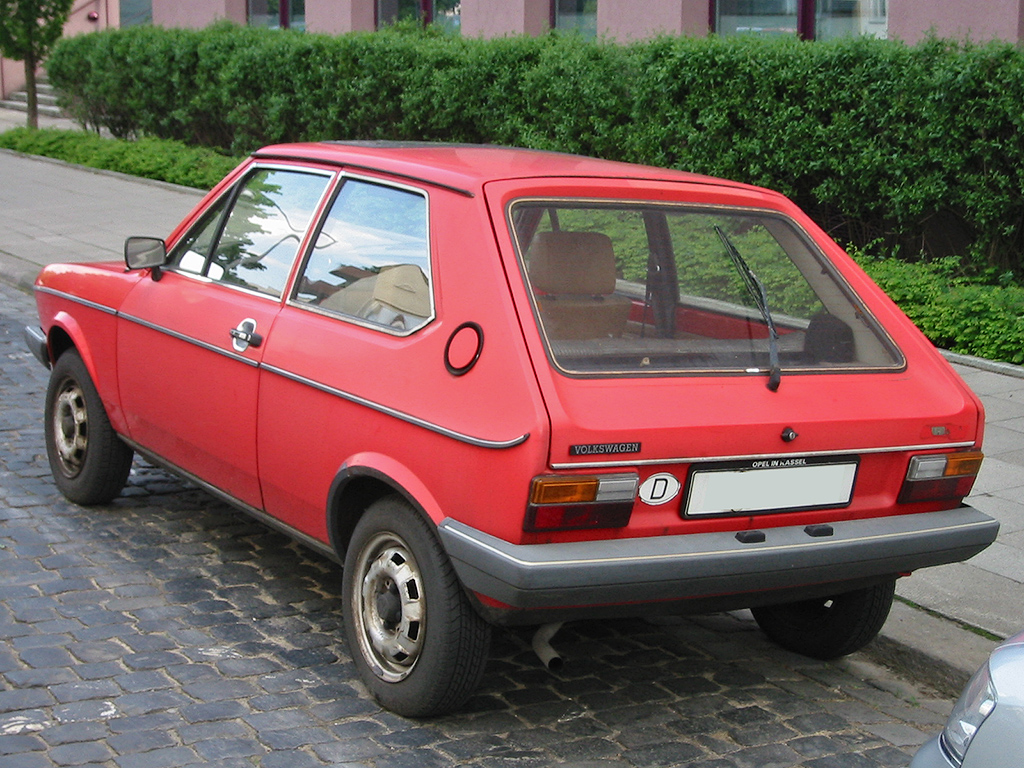
後期型（リア）

## 2代目 86C型（1981年 - 1994年）
- 1981年1月 - フランクフルトショーにて発表された2代目は同年8月にデビュー。この時デビューしたのはポロハッチバックと呼ばれるモデルで、独特な垂直のテールゲート形状により1,000 L近い大きなラゲッジスペースを持ち、C/CL/GL/FOXなどのグレードが存在した。当初搭載されたエンジンは1.0 L (1,043 cc)（40 PS）、1.1 L (1,100 cc)（50 PS）、1.3 L (1,300 cc)（60 PS）の3種類で、1.0 Lのエンジンは従来の900 ccエンジンを拡大したものである。このエンジンは燃焼室に手が加えられ、扱いやすいトルク特性へと改良された。
- 1982年 - 1.3 L（75 PS）エンジンが搭載され、ポロクーペと名付けられたオーソドックスなハッチバックスタイルを採るモデルが追加され、日本にもCLモデルがヤナセにより少数限定輸入された（167.0万円)。この時ハッチバックには1.3 L（55 PS）エンジンも加えられた。
- 1984年 - ダービィがポロクラシックの名で限定輸入された。
- 1986年 - クーペに「Gラーダ」と呼ばれるスーパーチャージャーを搭載し、エンジン出力を115 PSに上げたGT G40が登場。これはVW初の過給機付モデルで、当時はまだ一般化していなかったスクロールコンプレッサーを採用しており、最高速度は200 km/h近くに達した。同年に1.3 L（45 PS）のディーゼルエンジンを搭載したモデルが追加。
- 1990年 - マイナーチェンジされ後期型となる。角形2灯ヘッドランプやデザイン変更したバンパーが与えられた。3種類のボディタイプは維持され、シャシーに改良が加えられた。ハッチバックにもGTグレードが追加され、ディーゼルエンジンは1.4 Lとなった。EUでの排出ガス規制の関係から、燃料噴射装置とともに三元触媒が標準となった。ダービィはマイナーチェンジと同時に姿を消し、ボディタイプはハッチバックとクーペの2種のみとなった。また、スペインで生産されていたダービィも1992年に生産中止となった。ホットモデルはG40に加えてポロG40カップカーが販売され、カップカーによるワンメイクレースも行われた。
- 1994年 - エンジンラインナップが見直され、1.0 L / 1.4 L / 1.6 Lの3種類となった。

日本導入モデル（前期型）
- 1984年、ポロクラシック 58 PS 4MT
- 1988年、クーペCL（E-80NZ）50 PS 5MT
- 1989年10月、クーペCL（E-80NZ）55 PS 5MT

搭載エンジン
- 1,093 cc直列4気筒ガソリン 50 PS 4MT（1981 - 1983）
- 1,272 cc直列4気筒ガソリン 60 PS 4MT（1981 - 1984）
- 1,043 cc直列4気筒ガソリン 40 PS 4MT（1983 -）
- 1,272 cc直列4気筒ガソリン 燃料噴射装置・三元触媒付（1983 -）（日本導入モデル）
- 1,272 cc直列4気筒ガソリン 75 PS 4MT（1982 -）
- 1,272 cc直列4気筒ガソリン スーパーチャージャー付 （1986 -）115 PS
- 1,300 cc直列4気筒ディーゼル 45 PS
  - 形式 直列4気筒 SOHC 1,272 cc
  - 内径×行程 75.0 mm×72.0 mm
  - 圧縮比 9.5
  - 出力・トルク 50 PS・55 PS @ 5,200 rpm, 9.8 kgf·m @ 3,000 rpm
  - 燃料供給装置 電子制御式燃料噴射装置
  - 使用燃料 無鉛レギュラーガソリン
  - 燃費（10・15モード） 12.5 km/L
- 1,272 cc 直列4気筒 ガソリン スーパーチャージャー付 113 PS（GT G40専用 1987）

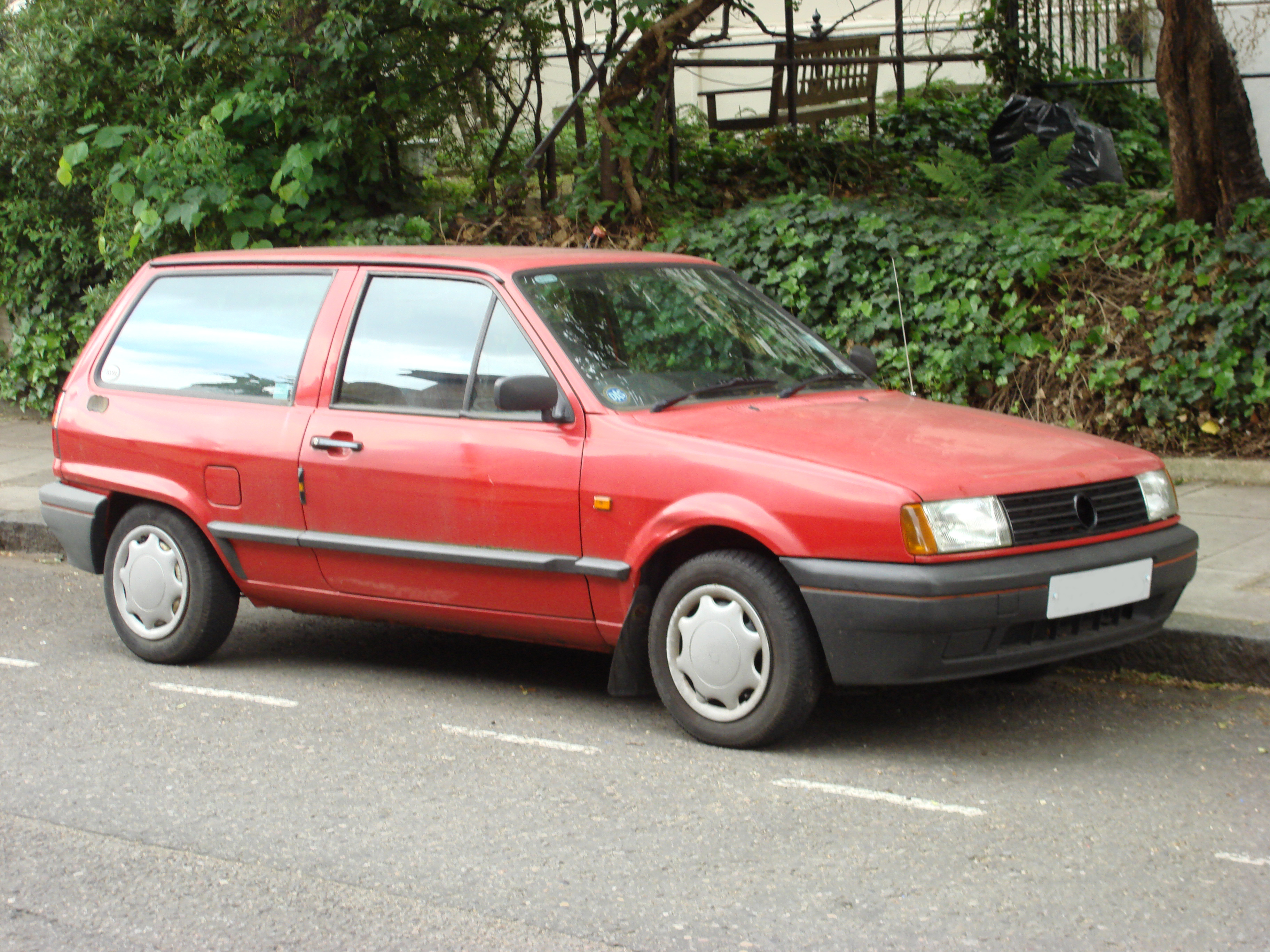
ハッチバック（後期型）
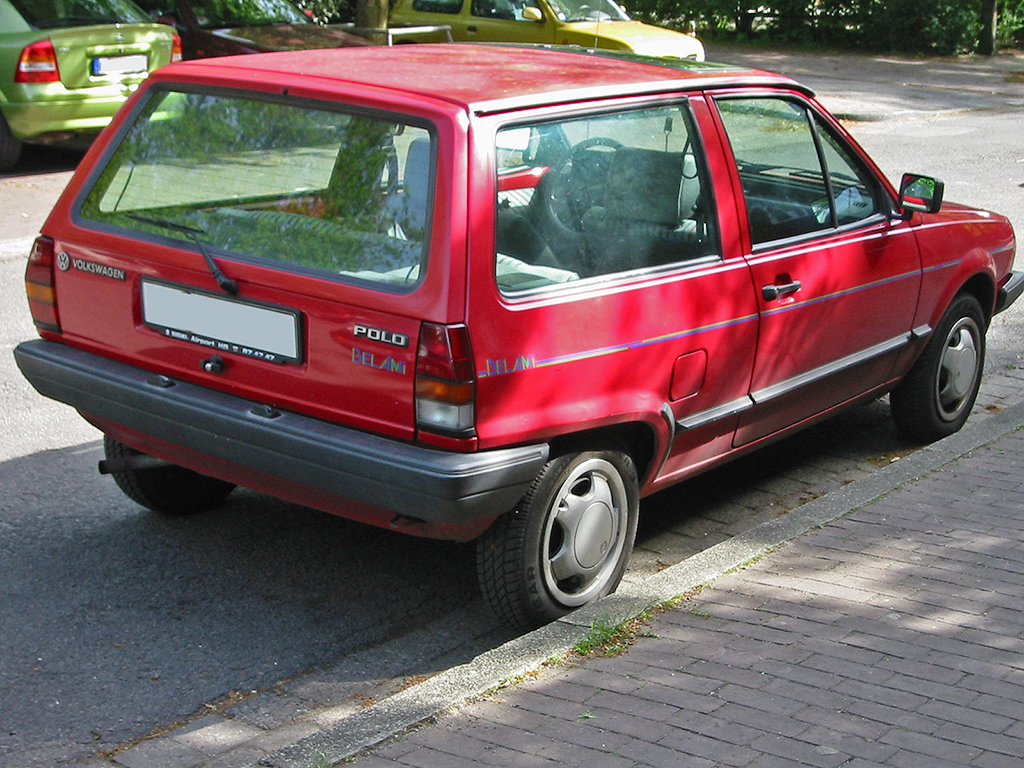
ハッチバック（前期型）

## 3代目 6N型（1994年 - 2001年）
- 1994年夏 - フルモデルチェンジにより6N型登場。ボディタイプは日本で販売された3/5ドアハッチバックの他、ポロバリアントと呼ばれるワゴンや、ポロサルーンと呼ばれるセダンなどが前・後期を通して存在した。
- セアト・イビサとプラットフォームを共通化した。先代より全長は短縮されたがキャビンスペースは拡大し、同時にボディ後端に向かってボリュームを絞り込むことでCd値0.32の先代モデルに比べ高い空力性能を得ていた。また、内外装の質感の向上に加え、使用素材については解体後のリサイクルも考慮された。安全性への取組の一例として、フロントセクションの構造材は厚さの異なる鋼板をマッシュシーム溶接で交互に接合するというつくりを採用し、衝突時における衝撃のより効率的な吸収を狙っている。
- 当初、欧州市場向けに用意されたエンジンは1.0 L（45 PS）、1.4 L（60 PS）、1.6 L（75 PS）の3種類で、当時まだ珍しい樹脂製インテークマニホールドの他、各気筒ごとのインジェクターを持っていた。発売後DOHC16バルブの1.4 L（101 PS）エンジンや1.9 L（64 PS）のディーゼルエンジンが追加された。日本に導入されなかったモデルには、7色のボディパネルを組み合わせたハーレクィンという派手なものや、モデル末期に登場の3ドアハッチバック(5MT)に1.6 L（120 PS）エンジンを搭載しGTIの名を冠した3,000台限定のスポーティグレードがある。
- 1995年 - セダンタイプのクラシック追加。
- 1996年 - 日本仕様発売。当初は1.6 L（75 PS）エンジンに3ドアハッチバック（AT）ボディという組合せのみであったが、その後5ドアハッチバック（AT）や、5MTの3ドアハッチバックが追加された。ATが日本のジヤトコ製で助手席SRSエアバッグなどが標準となっている。これら日本向け仕様変更のために生じた重量増や日本での使用環境を考慮し、ABSが標準化され、またエレクトロニック・ブレーキ・ディストリビューション（EBD）という“前後のブレーキバランスをアクティブに最適化する”システムが採用された。これらのブレーキ強化は、フェルディナント・ピエヒ会長が来日し、自ら日本仕様の最終テストを行った際の指摘により実施された。一連のブレーキ強化に伴い、標準のタイヤ/ホイールサイズがドイツ本国の高性能モデル（1.4 L・101 PS）向けの14 inとされた。なお5MTモデルのタイヤ/ホイールサイズは13 inとされた。前後のバンパー形状には、上下が分割されたものと、1999年5月以降の「EUバンパー」と呼ばれる一体型のものが存在する。
- 1997年 - エステート追加。
- 1998年 - 1.6L 直列4気筒 DOHCエンジンを搭載したホットハッチモデル「GTI」が、ヨーロッパにおいて3,000台の限定生産で発売。外観的特徴は、専用の15inBBSアルミホイール、赤く塗られたブレーキキャリパーとフロントグリルのGTIエンブレムである。
- 1999年 - マイナーチェンジ。VWの発表で全体の70 %が刷新される。エクステリアやインテリアに大幅な変更が加えられ、ボディ剛性はレーザー溶接の大幅な導入によりさらに高められた。モデルバリエーションは3/5ドア（AT）に加え、オープンエア（AT）がある。搭載されたエンジンは全アルミニウム製の1.4 L DOHCだが、従来の1.6 Lと遜色ないパワーを発揮する。
- 2000年5月 - 「GTI」がカタログモデルとして発売。エンジンは出力125PS/トルク15.5kg･mの1.6L直列4気筒DOHCを搭載する。専用装備としてハニカムメッシュパターングリルとGTIのエンブレム、キセノンプロジェクターヘッドライト、フォグランプ、ヘッドライトウオッシャー、大型のバンパースポイラー、15inBBSアルミホイール、赤く塗られたブレーキキャリパー、ルーフエンドスポイラーを備えている。内装は他のグレードに準ずるが、専用のセミバケットシート、赤ステッチの革巻きステアリングホイール、革巻きシフトノブおよびハンドブレーキグリップを備える。日本へは4ドアのみの導入で、ボディカラーは銀・黒・赤・黄の4色。最高速度は205km/h、0-100km/h加速は8.7秒。
- 2001年6月 - GTI風のフロントグリルや14インチアルミホイールなどを装備したGTが発売。
- 2001年12月1日 - 限定車「ポロプラス」が195万円、国内3,000台限定で発売された。本革巻きステアリング・ホイールや、フロントフォグランプ、14インチのアルミホイールを装備した。

日本導入モデル（前期型）
- 1996年8月、2D、4D（E-6NAHS）4AT
- 1996年10月、2D（E-6NAEE）5MT
- 1998年1月、デア・エアステ 2D、4D（限定モデル・E-6NAHS）4AT
- 1998年、ポロbyモデリスタ（トヨタモデリスタがプロデュース）
- 1998年5月、シルバーセレクション 2D、4D（限定モデル・E-6NAHS）4AT
- 1998年6月、コンフォートプラス 4D（限定モデル・E-6NAHS）4AT
- 1998年11月、スポーツ 4D（限定モデル・E-6NAHS）4AT
- 1999年、ポロsport（ガンメタと赤色の合計1,000台の特別仕様車）
- 1999年3月、グラデュエート 4D（限定モデル・E-6NAHS）4AT
- 1999年8月、オープンエア 2D（限定モデル・E-6NAHS）4AT
- 1999年11月、ホワイトセレクション 4D、ブラックセレクション 4D（限定モデル・E-6NAHS）4AT
- 2000年1月、ユング 2D、4D（限定モデル・E-6NAHS）4AT

日本導入モデル（後期型）
- 2000年5月、2D、4D、オープンエア（GF-6NAHW）4AT
- 2000年5月、GTI 4D（GF-6NARC）5MT
- 2001年6月、GT 4D（限定モデル・GF-6NAHW）4AT
- 2001年12月、ポロプラス 4D（限定モデル・GF-6NAHW）4AT

搭載エンジン
- 1,043 cc 4気筒 ガソリン 45 PS（1995 - 1997）
- 1,272 cc 4気筒 ガソリン 55 PS（1995 - 1996）
- 1,597 cc 4気筒 ガソリン 75 PS（日本導入モデル）
- 1,389 cc 4気筒 ガソリン（1996 - ）
- 1,389 cc 4気筒 ガソリン 75 PS 全アルミ合金製（日本導入モデル）
- 1,597 cc 4気筒 ガソリン 125 PS 全アルミ合金製（日本導入モデル）
- 999 cc 4気筒 ガソリン 50 PS 全アルミ合金製・マルチポイントインジェクション（1997 - ）
- 1,597 cc 4気筒 ガソリン 100 PS（6K セダン、エステート専用）
- 1,597 cc 4気筒 ガソリン 75 PS（6K セダン、エステート専用）
- 1,900 cc 4気筒 ディーゼル 64 PS（6K セダン、エステート専用）

## 4代目 9N型（2001年 - 2009年）
- 2001年 - 本国発売。1.2 Lから1.4 Lのガソリンエンジン仕様や1.4 Lおよび1.9 LのTDIディーゼルエンジン仕様があるが、日本では1.4 Lのガソリンエンジンのみの設定であった。ボディ剛性と衝突安全性向上を理由に大幅に寸法が拡大され、かつてのゴルフIIとほぼ同等の大きさとなっている。
- 2002年5月 - 日本発売。横滑り防止装置（ESP）、サイドエアバッグが標準装備されるなど安全装置が充実している。また、セアト・イビサ、シュコダ・ファビアとプラットフォームを共通化している。
- 2003年 - 「ポロファン」を欧州で発売。最低地上高を上げルーフレールを装備し、SUVのテイストを取り入れたモデルとなる。
- 2004年1月31日 - 限定車「アベニーダ」を1,500台限定で販売。価格はベースとなる4ドアモデルに対し11万円高の199万円で、14インチのアルミホイールやMMS（マルチメディアステーション：DVDナビゲーションシステム、MDプレーヤー、AM/FMラジオ、TV）を標準装備とした。モデル名のアベニーダ（avenida）は英語のavenue（アベニュー）に相当するスペイン語である。
- 2004年4月27日 - EU発売。左ハンドル仕様、15インチアルミホイールが装備された。色はブラックマジックパールエフェクトとリフレックスシルバーメタリックの2色。価格は207万9000円。
- 2005年1月29日 - 限定車「ヴィアッジョ」を1,500台限定で販売。カーテンエアバッグが採用された新型モデルに、前年発売のアベニーダと同等の装備を施したモデルである。車名の「ヴィアッジョ（viaggio）」は英語のtrip（トリップ）に相当するイタリア語である。価格は211万5000円。
- 2005年7月2日 - 「SE」を1,500台限定で販売。価格は202万6500円。ステアリング・ホイールやパーキングブレーキのグリップ、シフトノブにレザーを配し、アルミニウムホイールやダークな色のテールレンズが採用されている。ボディカラーはブラックマジックパールエフェクトとリフレックスシルバーメタリック、フラッシュレッドの3色。SEの名はSummer Edition（サマーエディション）の頭文字をとったものである。
- 2005年 - ドイツ本国でマイナーチェンジ。フロントマスクを大幅に変更し、同時期に登場したゴルフVに準じたデザインとなった（エンジンなどのメカニズム部分は変更なし）。デザインはアルファロメオの元チーフデザイナーであるワルテル・デ・シルヴァ（Walter de'Silva）による。
- 2005年12月20日 - 「GTI」を欧州に先駆けて日本で発売。ハニカム状のメッシュグリルとVゾーンを艶ありの黒とし、ヘッドライトベゼルも黒仕上げとしている。本革巻きのステアリングにもGTIの象徴である赤いステッチが彩られ、サイドサポートの大きく張り出したチェック柄のスポーツシートも装備される。エンジンはゴルフIV GTIと同型の、1.8L 直列4気筒DOHC 5バルブインタークーラー付ターボエンジンを搭載。最高出力150PS、最大トルク22.4kgmを発生させる。トランスミッションは5速MTのみ設定。0-100km/h加速は約8.2秒。
- 2006年8月 - 日本市場に1.6 Lエンジンと6速マニュアルモード付ATを装備した「1.6 L スポーツライン」を投入。さらに「クロスポロ」やVWの新たなエントリーモデルに位置付けられる「1.4 L トレンドライン」が加わるなど、ラインナップが大幅に拡大。そして、2006年10月より装備を充実させつつ価格を195万円におさえた「1.4 L コンフォートライン」が追加された。
- 2006年 - 「ブルーモーション」という低燃費・低公害モデルが発売。なお日本市場には未導入。
- 2006年8月 - 「クロスポロ」が発売。最低地上高を20 mm高め、ルーフレール、フォグランプ、17インチアルミホイールなどが装備され、ボディやシートにはライムグリーンなどの鮮やかな色がラインナップされている。日本仕様はスポーツラインと同様の1.6 Lのガソリンエンジンと6速マニュアルモード付きATを搭載。駆動方式はFFのみである。最高速度は182 km/h。
- 2007年8月 - 特別仕様車「fein」が1,000台限定で販売開始された。このモデルは既存のコンフォートラインをベースにステアリング・ホイール等に革を配し、各部にブルーのステッチを施すなど質感を向上させ、シートヒーターを装備するなど女性ユーザーをより強く意識したものとなっている。また、新たにクルーズコントロールシステムやフォグランプなどを標準で装備した。「fein」はドイツ語で上品、洗練、繊細を意味する。
- 2007年10月 - 1.4 Lモデルに改良が加えられ、エンジン出力が80 PS（59 kW）、13.5 kgf·m（132 N·m）に引き上げられた。またGTI（5MT）とfein（4AT）を除く全てのモデルが6速ティプトロニック付ATとされた。
- 2007年12月25日 -「felice（フェリーチェ）」が1,000台限定で販売が開始された。1.4 Lモデルをベースに専用の特別装備が用意される。
- 2008年2月4日 - 「GTIカップエディション」を追加発売。ヨーロッパで開催されているワンメイクレース「ポロGTIカップ」用の車両のデザインを取り入れたエアロパーツや、ノーマルから1インチアップとなる17インチアルミホイールが専用装備となる。動力性能は通常のGTIと同一。

日本導入モデル（当初）

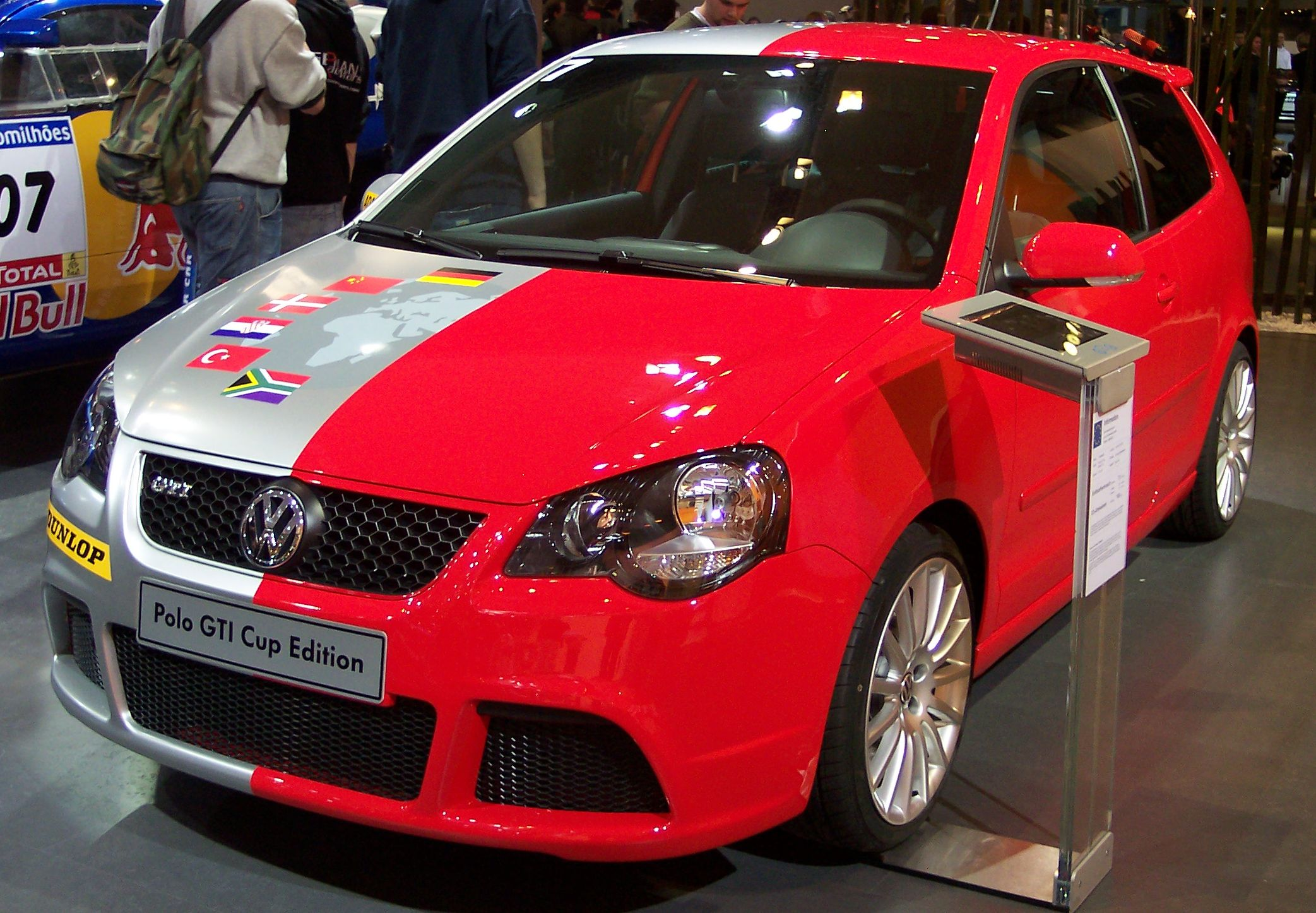
ポロGTIカップエディション

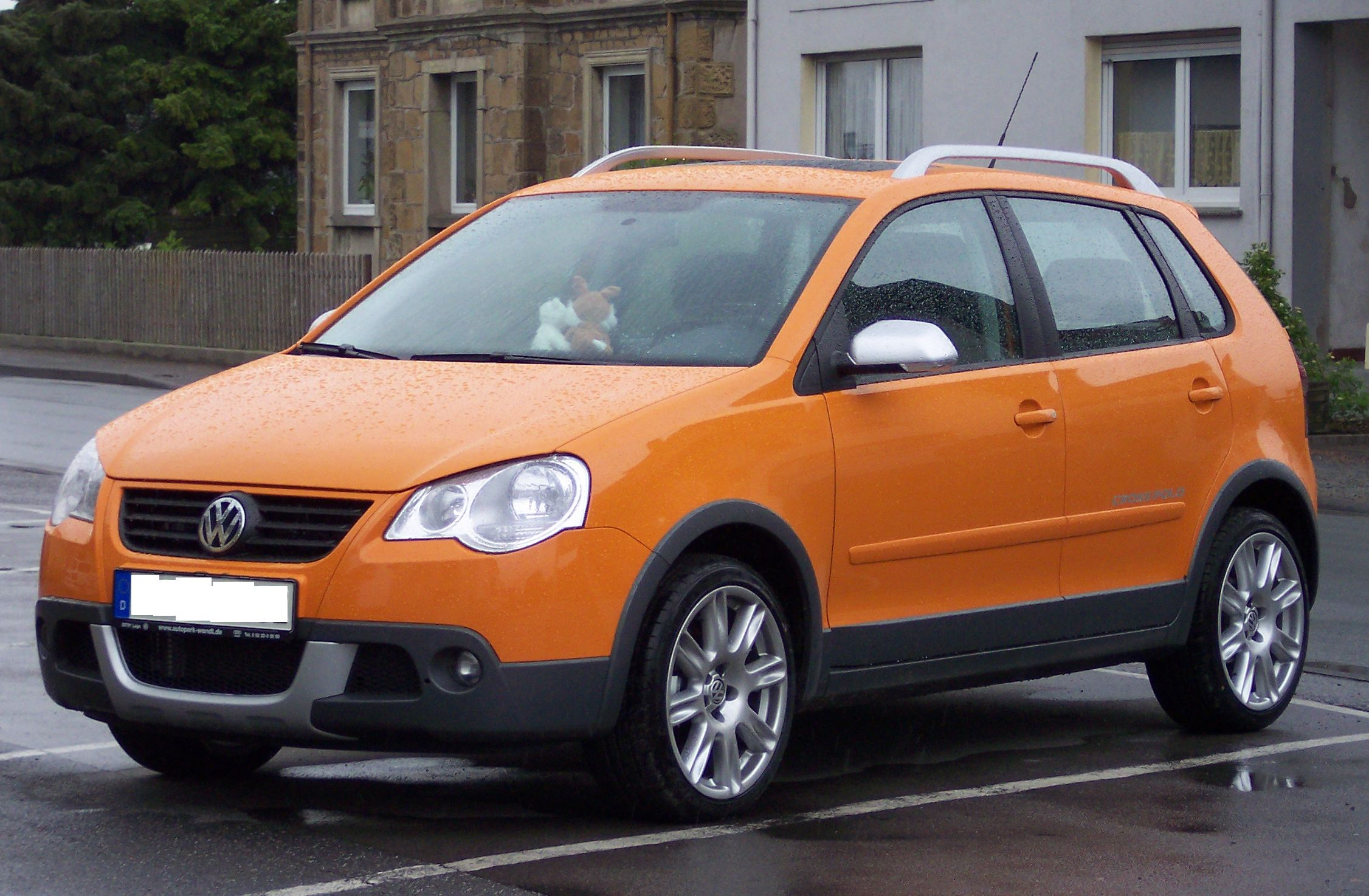
クロスポロ

- 2002年5月、2D、4D（GH-9NBBY）4AT
- 2004年1月、アベニーダ 4D（限定モデル・GH-9NBBY）4AT
- 2004年4月、EU 4D（限定モデル・左ハンドル・GH-9NBBY）4AT
- 2004年10月、2D、4D（GH-9NBKY）4AT
- 2005年1月、ヴィアッジョ 4D（限定モデル・GH-9NBKY）4AT
- 2005年7月、SE 4D（限定モデル・GH-9NBKY）4AT

日本導入モデル（2005年マイナーチェンジ以降）
- 2005年9月、2D、4D（GH-9NBKY）4AT
- 2005年12月、GTI 2D、4D（GH-9NBJX）5MT
- 2006年9月、トレンドライン 2D（GH-9NBKY）4AT
- 2006年9月、スポーツライン 4D（GH-9NBTS）6AT（ティプトロニック付）
- 2006年9月、クロスポロ 4D（GH-9NBTS）6AT（ティプトロニック付）
- 2006年10月、コンフォートライン 4D（GH-9NBKY）6AT
- 2007年8月、fein 4D （GH-9NBKY）6AT
- 2007年12月、felice 4D （GH-9NBKY）6AT

搭載エンジン
- 1,200 cc 3気筒 9バルブ ガソリン 55 PS
- 1,200 cc 3気筒 12バルブ ガソリン 64 PS
- 1,389 cc 4気筒 16バルブ ガソリン 75 PS（日本導入モデル）
- 1,400 cc 4気筒 16バルブ ガソリン 86 PS
- 1,400 cc 4気筒 16バルブ ガソリン 100 PS
- 1,900 cc 4気筒 TDI（ディーゼル）100 PS
- 1,400 cc 3気筒 TDI（ディーゼル）75 PS
- 1,900 cc 4気筒 TDI（ディーゼル）130 PS
- 1,780 cc 4気筒 ガソリン インタークーラー付ターボ 150 PS（日本導入モデル）
- 1,597 cc 4気筒 ガソリン 105 PS（日本導入モデル）

## 5代目 6R型（2009年 - 2018年）
2009年3月、ジュネーブモーターショーにて発表。ガソリンエンジンは2種類の直列3気筒1.2 Lに直列4気筒1.4 Lと新開発の直列4気筒1.2 L TSIエンジン、ディーゼルエンジンは3種類の直列4気筒1.6 L TDIエンジンが用意される。トランスミッションは5MTと1.2 L TSI専用の6MT、4気筒車にはポロ初となる7速DSGが組み合わされる。本国仕様のグレードはTrendline、Comfortline、Highlineの3グレード。ドイツでは6月下旬から販売を開始した。
2010年春からは、欧州で「BlueMotion」モデルの販売が開始された。直列3気筒1.2 L TDIエンジンに、アイドリングストップ機構やブレーキング時回生機能を組み合わせ、専用エアロパーツの装着と併せて、30 km/L以上の低燃費と87 g/kmの低CO2排出量を誇る。
クラスを超える安全性や、先進のエンジンバリエーション等が評価され、2010年ヨーロッパ・カー・オブ・ザ・イヤーを受賞した。更に2010年世界・カー・オブ・ザ・イヤーも受賞した。なお、日本では、2010年日本カー・オブ・ザ・イヤーで「インポート・カー・オブ・ザ・イヤー」、RJCカー・オブ・ザ・イヤーで2011年次インポート・カー・オブ・ザ・イヤーを受賞した。なお、カー・オブ・ザ・イヤー車（CR-Z）とは9点差の僅差であった。
ノッチバック仕様の4ドアセダンの設定はこの代までとなる。

### 日本仕様各グレード

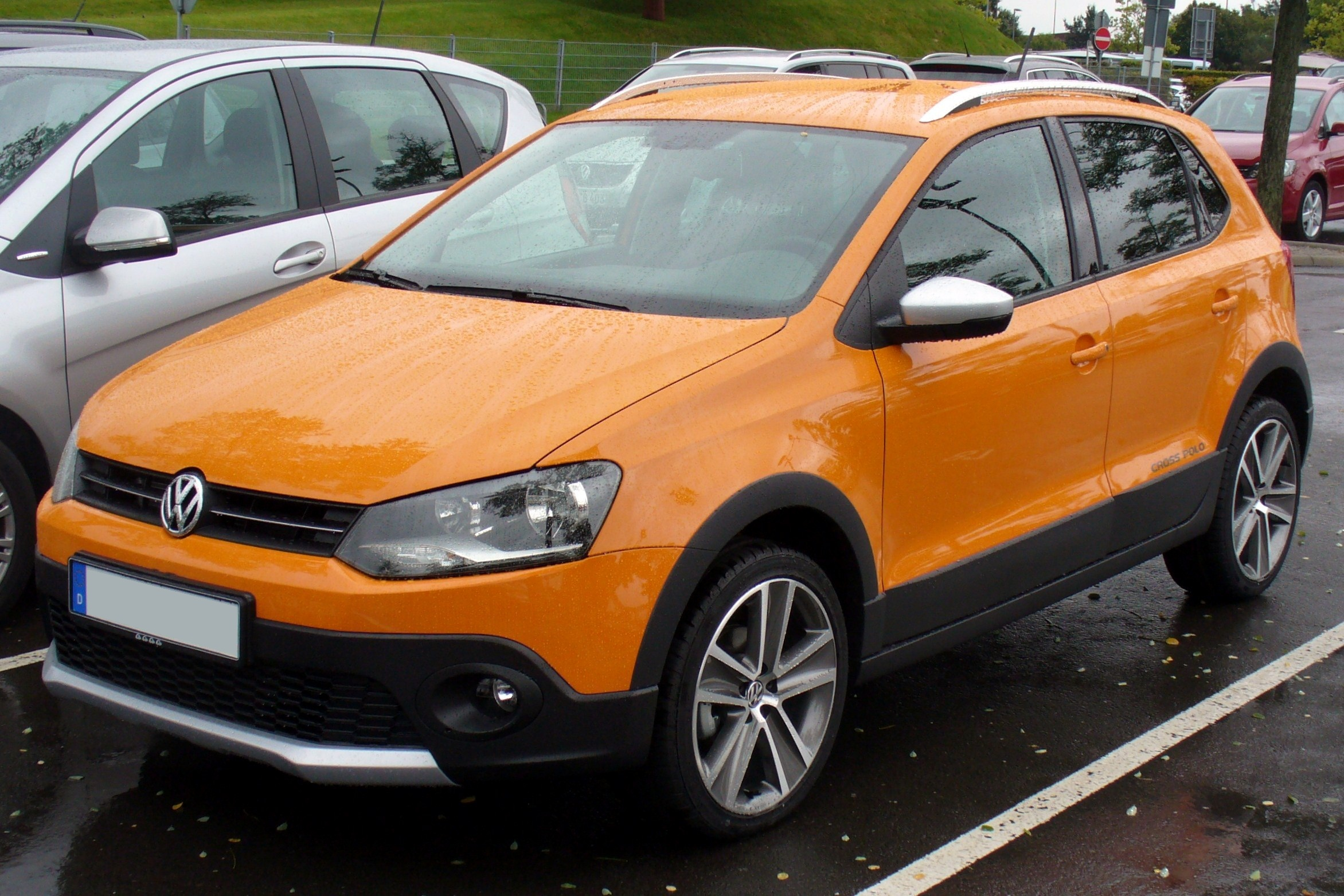
クロスポロ

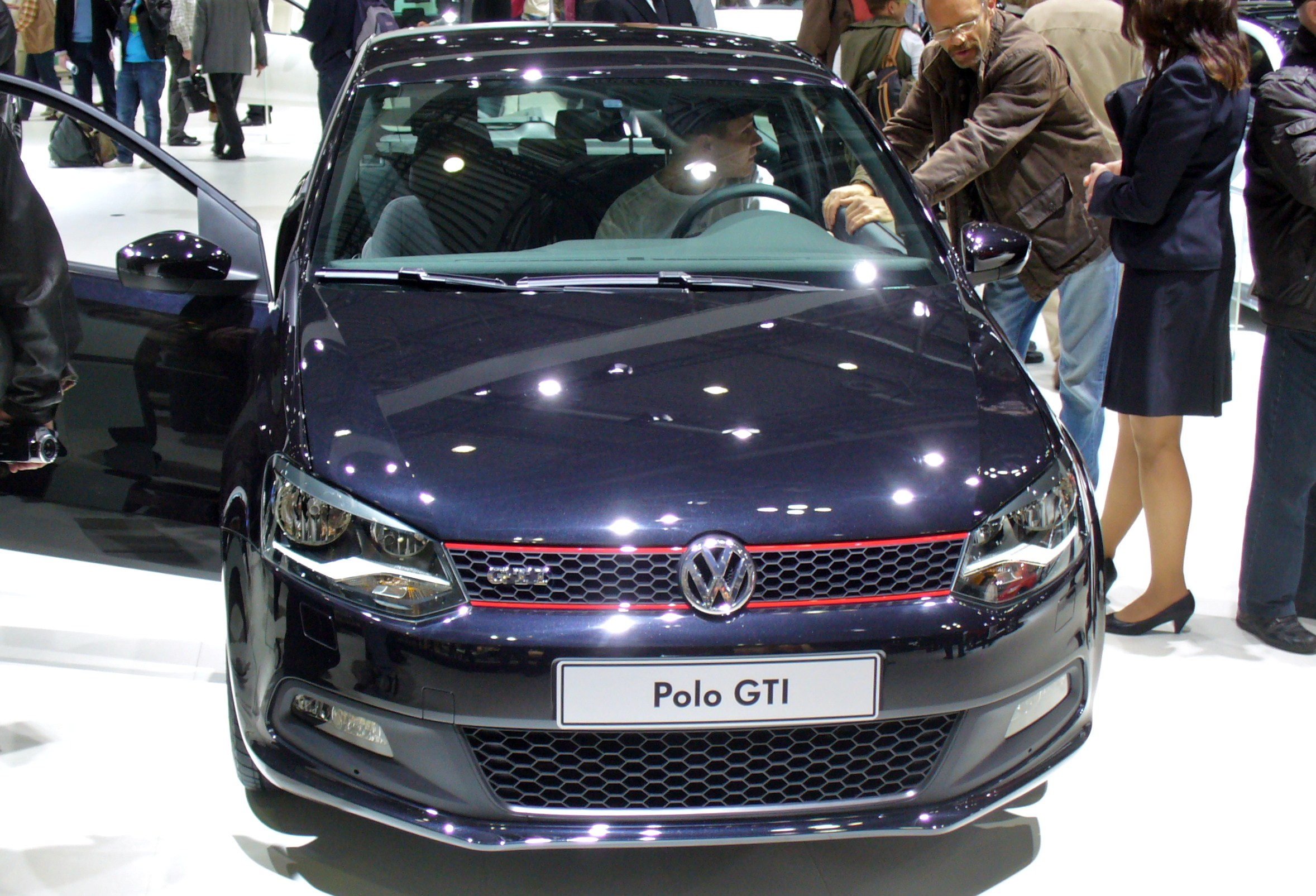
ポロGTI

日本仕様のポロは、GTI以外は南アフリカ共和国で製造される。GTI，ブルーGTはスペインで製造される。2014年4月に消費税率の変更並びに原材料費の高騰などによる生産コストと輸送費の上昇を受け、価格改定を実施した。ポロの場合、グレードにより8.6万円〜12.4万円の値上げとなった（改定後の価格は227.6万円〜330.4万円）。なお、同年8月にマイナーチェンジが行われたため、約4か月間しか適用されなかった。
2015年7月28日に一部改良が行われ、全グレード（「TSI Comfortline」・「TSI Comfortline Upgrade Package」・「クロスポロ」・「GTI」・「ブルーGT」）に標準装備されている純正オーディオ「Composition Media」を改良し、既対応のMirrorLinkに加えてApple CarPlayとAndroid Autoにも対応し、スマートフォンとの連携を容易にする「App Connect」を新たに搭載した。
2016年7月19日の仕様変更では、「TSI Comfortline」・「TSI Highline」・「クロスポロ」・「GTI」・「ブルーGT」において、メーカーオプションの純正ナビゲーションシステムパッケージの採用機種を、Wi-Fiスマホリンク再生「Wi-Fi Miracast」・VICSワイド・ワイドFMなどの新機能を採用した「716SDCW」に変更した。
1.4 Comfortline （2009年10月〜2010年5月）
2009年10月20日 - 日本仕様発表、31日から販売が開始された。1,400 cc自然吸気エンジン + 7速DSGを搭載する「ポロ 1.4 Comfortline（5ドア）」の1モデルで、価格は従来と同じ203.0万円。カーグラフィック誌による、CG AWARD 2009 - Small Car部門のWinnerとなった。
TSI Trendline （2016年5月〜2018年3月）
TSI Comfortline （2010年6月〜2018年3月）
TSI Comfortline Upgrade Package（2014年8月〜2016年5月）
TSI Highline （2010年6月〜2014年8月、2016年5月〜）
2010年5月24日にTSIエンジン + 7速DSGを搭載した日本仕様を発表、6月4日から販売が開始された。
従来の1.4 L自然吸気エンジンに代わり、ゴルフTSI Trendlineと同じ新開発の1.2 L TSI（インタークーラー付ターボ直噴）エンジンを搭載する。エンジンを小型化しつつ性能、燃費ともに向上。特に最大トルクは175 N·m（17.8 kgf·m）と1.8 L自然吸気エンジンに匹敵する性能を1,550‐4,100 rpmにわたって維持する。
燃料消費率は、1.4 L自然吸気エンジンの17.0 km/Lから20.0 km/L（ともに10・15モード）に向上し、「平成17年基準排出ガス75 %低減レベル（☆☆☆☆）」、「平成22年度燃費基準 + 25 %」を達成した。価格は「ポロ TSI Comfortline（5ドア）」が213.0万円、「ポロ TSI Highline（5ドア）」が242.0万円。
2012年4月3日に仕様変更を行い、JC08モードに対応。同モードでの燃費は19.4 km/Lとなっており、「平成27年度燃費基準」を達成している。
2010年11月9日、日本カー・オブ・ザ・イヤー実行委員会が主催する、2010-2011 インポート・カー・オブ・ザ・イヤーを受賞。同年日本カー・オブ・ザ・イヤーを獲得したホンダ・CR-Zとは、9点という僅差での2位であった。同様に、2011年次 RJCカー・オブ・ザ・イヤーにおいても、RJCカー・オブ・ザ・イヤー＝インポートを受賞。同様に、日本自動車殿堂（JAHFA）主催の 2010〜2011日本自動車殿堂 インポートカーオブザイヤーを受賞。
2014年8月25日に基本グレードの「TSI Comfortline」をマイナーチェンジ。7代目ゴルフで採用された安全装備の一部がポロにも導入され、プリクラッシュブレーキシステムの「フロントアシストプラス」、マルチコリジョンブレーキシステム、ドライバー疲労検知システム「Fatigue Detection System」の3点を全車に標準装備した。エンジンの1.2 L TSIエンジンは小型・軽量化され、アイドリングストップシステムやブレーキ回生システムも標準装備されたことで燃費を向上し、「平成27年度燃費基準 + 10 %」を達成した。外観は前期型のデザインを踏襲しつつ、フロントグリル、バンパー、ヘッドライト、テールランプのデザインを変更。内装は7代目ゴルフと同仕様のステアリング・ホイールやメータークラスターを採用し、ドアトリムにもクロームが施されたほか、センターコンソールやシートデザインも変更した。なお、オートライトシステム、フロントフォグランプ、フルオートエアコンディショナー、15 inアルミニウムホイールなどを追加し、「TSI Comfortline」ではオプション設定となっているACC（アダプティブクルーズコントロール）、リアビューカメラ「Rear Assist」を標準装備した「TSI Comfortline Upgrade Package」が追加された。
2015年7月28日の一部改良では、前述の純正オーディオの改良に加え、「TSI Comfortline Upgrade Package」にLEDヘッドライト（オートハイトコントロール機能、LEDポジションランプ付）を新たに標準装備した。
2016年5月の一部改良で、「TSI Trendline」が設定された。ステアリングホイールの仕様変更及びスチールホイールの採用等により価格を抑えた。「TSI Comfortline」はリアビューカメラ、マルチファンクションステアリングホイール、レインセンサー、オートライトシステム、オートエアコン、自動防眩ルームミラー、15インチアルミホイール等が装備された。「TSI Comfortline Upgrade Package」は再び「TSI Highline」に戻り、アルカンターラ&レザレットシート、シートヒーター（運転席・助手席共）、16インチアルミホイール等を追加しながら旧価格よりも4万円近く値下がりした。同年7月の仕様変更では、前述の純正ナビゲーションシステムパッケージの採用機種変更に加え、「TSI Comfortline」と「TSI Highline」のボディカラーに「ブルーシルクメタリック」を追加した。
クロスポロ （2010年6月〜2018年3月）

2010年6月29日に発売。先代で好評を得た内外装はそのままに、よりクールな印象に仕上がった。専用仕様としてバンパーを変更し、ホイールハウスエクステンション、ルーフレールを装備。ドアミラーの色をシルバーに変更するなど個性的なSUVテイストに仕上げた。またエンジン・トランスミッションを1.2 L TSIシングルチャージャーエンジン+7速DSGに置換。エンジンを小型化しつつ1.8 Lエンジン並みの最大トルク175 N·m（17.8 kgf·m）を1,550回転の低速域から発揮し、加速性能を高めた。また、日本仕様専用のエンジンコントロールユニットのプログラムを採用したことで、「平成17年基準排出ガス 75 % 低減レベル（☆☆☆☆）」と「平成22年度燃費基準 + 15 %」を達成。2012年4月3日に仕様変更を行い、JC08モードに対応。同モードでの燃費は18.8 km/Lとなっており、「平成27年度燃費基準」を達成している。
2013年9月11日に「GTI」とともに一部改良を行い、新たに純正ナビゲーションシステム「712SDCW」とダークティンテッドガラスを装備した。2014年11月6日にマイナーチェンジ。Start/Stop（アイドリングストップ）機能とブレーキエネルギー回生システムで構成される「BlueMotion Technology」を新たに採用したことで、JC08モード燃費を21.9 km/Lに向上。ボディカラーは「クロスポロ」の歴代イメージカラーであるオレンジ系の「ハニーオレンジメタリック」と「チタニウムベージュメタリック」の2色の新色を加えた5色を設定し、ボディカラーに合わせて、インテリアカラーを3色設定した（「フラッシュレッド」選択時はレッド、「リフレックスシルバーメタリック」選択時はグレー、左記以外のボディカラー選択時はベージュ）。さらに、プリクラッシュブレーキシステム「Front Assist Plus」、シティエマージェンシーブレーキ、マルチコリジョンブレーキシステムなどを標準装備し、安全面も強化した。
2016年5月の一部改良 でマルチファンクションステアリングホイール、パドルシフト、オートライト等の装備が加わり、同年7月の仕様変更では、前述の純正ナビゲーションシステムパッケージの採用機種変更に加え、ボディカラーに「ピュアホワイト」を追加した。
GTI（2010年9月〜2018年3月）

2010年3月に発表されたスポーツモデル「GTI」が2010年9月21日より日本市場に投入された。発売当初は1.4 L TSIインタークーラー付ツインチャージャーエンジンを搭載していたが、2015年2月のマイナーチェンジで1.8 L TSI シングルターボエンジンに置換されている。
TSI Comfortline BlueMotion Technology（2012年4月〜2014年8月）
日本国内向けのポロでは初めてとなる「BlueMotion Technology（ブルーモーションテクノロジー）」搭載モデル。車両が完全に停車する際に自動でアイドリングを停止・再始動する「Start/Stopシステム」と減速時の慣性エネルギーをバッテリーへ積極的に充電しつつ、加速時のオルタネーターの発電電流を抑えることでエンジンへの負荷を軽減させる「ブレーキエネルギー回生システム」で構成されており、これらにより21.2 km/L（JC08モード）の優れた燃費性能を実現しており、「平成27年度燃費基準 + 10 %」を達成した。
Active（特別限定車、2013年5月〜(第1期モデル)・2017年1月〜(第2期モデル)）
フォルクスワーゲン国内正規輸入60周年を記念した限定モデルの第2弾として設定された。
「TSI Comfortline BlueMotion Technology」をベースに、純正ナビゲーションシステム「712SDCW」、専用15インチアルミホイール、「TSI Highline」と同形状のフロントフォグランプを追加装備した。ボディカラーは本来最上位グレードに設定されている「シャドーブルーメタリック」を含む3色を設定。1,000台の限定販売である。
2017年1月、「TSI Comfortline」をベースにした新仕様で再発売。装備されている純正ナビゲーションシステムを最新型の「716SDCW」に更新し、グローブボックス内にETC2.0対応車載器、VTRケーブル、iPod/iPhone/USBデバイス接続装置を追加した。今回の限定台数は800台で、「ブルーシルクメタリック」と「ピュアホワイト」が各300台ずつ、「フラッシュレッド」が200台となる。
ブルーGT（2013年9月〜2018年3月）
「TSI Highline」と「GTI」の中間に位置づけられた高い動力性能と低燃費を両立したモデル。7代目ゴルフの「TSI Highline」と同じ1.4 TSI アクティブシリンダーマネジメント（ACT）をポロとして初搭載。このエンジンは250 N·mと「GTI」に匹敵し、2.5 L NAエンジン並みの最大トルクを1,500 rpmの低回転域から発生して高いパワーを持つ一方、大きなパワーを必要としないときは4気筒のうちの2気筒を休止させるほか、「ブルーモーションテクノロジー（スタート/ストップシステム、ブレーキエネルギー回生システム）」、専用エクステリアやアンダーボディトリムの採用により、「TSI Comfortline BlueMotion Technology」を上回る21.3 km/Lの低燃費も実現し、「平成27年度燃費基準 + 10 %」を達成した。また、リアスポイラーやディフューザー付リアバンパー、デュアルエキゾーストパイプなどを採用してスポーティさを高め、15 mmローダウンされたスポーツサスペンション、17インチアルミホイール（ロナール社製「MONTANA」）、電子制御式ディファレンシャルロック「XDS」も備え、ハンドリング性能も高められている。さらに、ポロでは唯一の採用となるクルーズコントロールや専用アルカンターラ&ファブリックシート、専用レザー3本スポークステアリング・ホイールなども装備し、高い機能性も持たせた。
2014年10月にマイナーチェンジ。エンジンが改良され、最高出力を10 PS (7 kW) 向上して150 PS (110 kW) となったほか、燃費も0.2 km/L 向上して21.5 km/L となり、「平成27年度燃費基準 + 20 %」を達成した。また、17インチアルミホイールを10ツインスポーク仕様に変更（デザインは変わっておらず名称のみ変更）したほか、同年8月にマイナーチェンジされた「TSI Comfortline」同様、プリクラッシュブレーキシステム「フロントアシストプラス」、シティエマージェンシーブレーキ、マルチコリジョンブレーキシステム、ドライバー疲労検知システム「Fatigue Detection System」、リアビューカメラ「Rear Assist」を標準装備するなど、安全面を強化。また、ACC（アダプティブクルーズコントロール）はパドルシフトとのセットオプションで新たに設定された。2016年5月の一部改良変更 でバイキセノンヘッドライト（オートハイトコントロール・LEDポジションランプ付き）、アダプティブクルーズコントロール、アルカンターラ&レザレットシート、オートライト、シートヒーター、マルチファンクションステアリングホイールを標準装備化した。
Active 2（特別限定車、2014年1月〜）
2013年5月に発売された特別限定車「Active」のバージョンアップ仕様で、特別装備内容は「Active」と同一であるが、ボディカラーが変更されており、ポロでは初設定となる特別設定色「ペッパーグレーメタリック」をはじめ、「キャンディホワイト」、「ディープブラックパールエフェクト」、「フラッシュレッド」の4色を設定する。また、限定台数は「Active」の2倍となる2,000台が用意される。
Lounge（特別限定車、2015年4月〜）
フォルクスワーゲンAGが企画した限定車で、「TSI Comfortline」をベースに、LEDヘッドライト（オートハイトコントロール機能、LEDポジションランプ付）、15インチタイヤ&アルミホイール（10スポーク）、ロゴ入りエンブレム（フロントフェンダー左右）、専用ファブリックシート、専用ドアシルプレート、フルオートエアコンディショナー、フットウェルランプ（前席）を特別装備した。特別設定色の「クリプトングレーメタリック」500台、「ピュアホワイト」と「サンセットレッドメタリック」各250台ずつ、計1,000台の限定販売となる。
BlueMotion（限定車、2015年9月〜）
エンジンにup!に搭載されているエンジンをベースに直噴+過給（ターボ）技術を取り入れた1.0 L 直3のTSI直噴ターボエンジンを採用。小排気量でありながら、最高出力95 PS・最大トルク160 N·mと1.5 Lガソリンエンジンに匹敵するパワーを発生するとともに、7速DSGを組み合わせるとともに、空気の乱れを抑制して空気抵抗値の最適化図った専用バンパー（前後）、サイドスカート（左右）、専用15インチアルミホイールも装備したことで、歴代ポロで最高性能となる23.4 km/L（JC08モード）を実現し、平成32年度燃費基準を達成した。さらに、上級グレード「TSI Comfortline Upgrade Package」にも装備されている全車速追従機能付アダプティブクルーズコントロール「ACC」を標準装備したほか、ブルーの飾りステッチを施した専用ファブリックシート、バイキセノンヘッドライト（オートハイトコントロール機能付）、レザー3本スポークマルチファンクションステアリング・ホイール（オーディオコントロール付）、フルオートコンディショナーも標準装備し、純正インフォテイメントシステム"714SDCW"パッケージ（シートヒーター付）のメーカーオプションも設定した。ボディカラーは「ピュアホワイト」のみの設定で、300台の限定販売である。
40th Edition（限定車、2015年10月〜）
ポロ生産開始40周年を記念した限定車。2,000台の限定。純正ナビゲーションシステム「714SDCW」、リヤビューカメラ「Rear Assist」、15 inアルミニウムホイール（10スポーク）を装備し、カラーはサンセットレッドメタリック、ピュアホワイト、ディープブラックパールエフェクト、トフィーブラウンメタリックの中から選べる。
Premium Edition/Premium Edition Navi Package（限定車、2016年1月〜）
「TSI Comfortline」をベースに、リアビューカメラ「Rear Assist」と15インチアルミホイール（10スポーク）を特別装備しながら、ベースモデルよりも3.5万円安い価格に設定。ボディカラーは「フラッシュレッド」のみ。また、「Premium Edition Navi Package」は「Premium Edition」の特別装備内容に加え、通常はオプション設定の純正ナビゲーションシステム「714SDCW」、ETC2.0対応車載器、VTRケーブル/iPod/iPhone/USBデバイス接続装置（グローブボックス）、レザー3本スポークマルチファンクションステアリングホイール（オーディオコントロール付）、オートライトシステム、レインセンサー、自動防眩ルームミラーも特別装備した充実仕様としながら、車両本体価格を230万円台に抑えた。ボディカラーはフラッシュレッド、ピュアホワイト、ディープブラックパールエフェクトの3色を設定する。「Premium Edition」50台、「Premium Edition Navi Package」1,300台の計1,350台の限定販売である。
ALLSTAR（特別限定車、2016年6月〜）
本限定車専用のブルーベリーメタリックが350台に加え、ピュアホワイトとサンセットレッドメタリックが各260台の計870台限定。ボディカラーに専用のダーク系メタリックペイントを採用し、共通デザインのアルミホイール、ファブリックシート、ロゴ入りエンブレム、ドアシルプレートを装備している。「TSI Comfortline」がベースで、共通の特別装備に加えてLEDヘッドライト（オートハイトコントロール、LEDポジションランプ付き）、アルミ調ペダルクラスター、純正ナビゲーションシステム「714SDCW」、フットウェルランプを特別装備した。
with beats（特別限定車、2016年11月〜）
オーディオブランド「Beats」とコラボレーションした限定モデルで、300 W・8チャンネルのパワーアンプにデジタルシグナルプロセッサーを搭載し、6個のスピーカーとサブウーハーの計7個のハイエンドスピーカーを車両全体にレイアウトしたプレミアムサウンドシステム「beats sound system」を装備したほか、モバイルオンラインサービス「Volkswagen Car-Net」の一つであるコネクティビティ機能「App-Connect」に対応した純正インフォテイメントシステム「Composition Media」も装備した。外観はボディカラーによって組み合わせが異なる専用ドアミラー・専用デコレーションフィルム・16インチアルミホイールを採用。内装はBeatsのブランドロゴである「bマーク」がデザインされた専用アルカンターラ&ファブリックシートやレッドステッチを施した全席3点式シートベルトなどを装備した。ボディカラーは「ピュアホワイト」と「フラッシュレッド」の2色で、各色200台ずつ、400台の限定販売である。
Original（特別限定車、2017年1月〜）
生誕40周年記念モデルとして設定されたもので、「TSI Highline」をベースに、「Active（第2期モデル）」同様に、純正ナビゲーションシステム「716SDCW」を装備し、グローブボックス内にETC2.0対応車載器、VTRケーブル、iPod/iPhone/USBデバイス接続装置も装備。そのほか、チェック柄の専用レザレット&ファブリックシート、トリュフカラーステッチを施したレザーハンドブレーキグリップ・レザーシフトノブ、専用ドアシルプレート、アルミ調ペダルクラスター（アクセル/ブレーキ）、フットウェルランプ（前席）、シートアンダートレー（運転席/助手席）、16インチアルミホイール（10スポーク）を装備した。ボディカラーは「ハニーオレンジメタリック」と「チタニウムベーシックメタリック」の2色で、「ハニーオレンジメタリック」300台・「チタニウムベーシックメタリック」200台の計500台の限定販売である。
TSI Comfortline Meister/TSI Highline Meister（特別仕様車、2017年4月〜）
「TSI Comfortline」、「TSI Highline」をベースに、共通装備として、純正ナビゲーションシステム「716SDCW」、ETC2.0対応車載器、VTRケーブル/iPod/iPhone/USBデバイス接続装置（グローブボックス）を特別装備。さらに、「TSI Comfortline Meister」にはLEDヘッドライト（オートハイトコントロール機能、LEDポジションランプ付）も特別装備した。「TSI Highline Meister」はボディカラーに新色の「ペッパーグレーメタリック」を新たに設定した。

### GTI
2010年2月中旬に世界初公開。欧州で2010年夏に発売。日本国内でも同年9月21日より発売。
スーパーチャージャーとターボチャージャーを併用するツインチャージャー仕様の1.4L TSIエンジンを搭載。従来の1.8Lターボエンジンから排気量を縮小した一方で、最高出力は29PSアップの179PSを実現した。トランスミッションは乾式7速DSGに変更され、MT仕様は廃止。0-100km/h加速は約6.9秒（ドイツ測定値）にアップし、最高速度は225km/h。燃費性能は16.6km/L（10・15モード測定値）で、「平成22年度燃費基準」を達成。
足まわりは15mmローダウンされた専用スポーツシャシーと電子制御式ディファレンシャルロック「XDS」を採用。中-高速域での安定したコーナリングを実現した。装備面でも「GTI」シリーズ専用の装備品を装備すると共に、「ポロ」では初めてとなるパドルシフトも採用された。
2012年11月13日、一部改良。17inアルミホイールの塗装を2トーン仕上げに変更し、新たに、DSRC車載器付の純正カーナビゲーションシステム「712SDCW」をオプション設定に追加した。
2013年3月、仕様変更。エンジンをJC08モード燃費に対応したCTH型に置換したことを受け、車両型式がABA-6RCTH型となった。同年9月11日に「クロスポロ」と同時に一部改良。従来はオプション設定だった純正ナビゲーションシステム「712SDCW」を標準装備化し、新たにダークティンテッドガラスを装備した。
2014年4月1日、消費税率の変更と原材料費の高騰などによる生産コストと輸送費の上昇に伴って価格改定が行われ、ポロGTIは12.4万円値上げされた。
2014年8月25日、「TSI Comfortline」がマイナーチェンジされたことに伴い一旦販売を終了したが、2015年2月10日にマイナーチェンジされ再発売（型式：ABA-6RDAJ）。エンジンはDAJ型 1.8L TSI インタークーラー付きターボに変更され、最高出力は13PSアップして192PSに向上。最大トルクは従来と同じ250Nmとしたが、発生回転数を1,250rpmに引き下げ、0-100km/h加速は6.7秒と加速性能も向上した。併せて、ポロGTIでは初めてとなる「BlueMotion Technology（Start/Stopシステム(アイドリングストップ機能)+ブレーキエネルギー回生システム）」を標準装備したことでJC08モード燃費を17.2km/Lに向上した。装備面ではドライバー疲労検知システム「Fatigue Detection System」、マルチコリジョンブレーキシステム、リアビューカメラ「Rear Assist」、レインセンサー、オートライトシステムを新たに装備。外観はフォルクスワーゲン車で初となるLEDヘッドランプのオプション設定を追加（「LEDヘッドライトパッケージ」として設定可能）したほか、左右フェンダーには7代目ゴルフGTIと同じくGTIロゴを装着。内装はファブリックシート生地を専用のタータンチェック柄に一新した。ナビゲーションはオプション設定に変更したが、ETC機能を備えた「714SDCW」にモデルチェンジされている。
2015年6月9日、6年ぶりの設定となる6速MT車の追加を発表。出力特性のチューニングを施し、最高出力のピークパワーを7速DSG車よりも1,100rpm低い4,300rpmから6,200rpmの広範囲レンジし、最大トルクは7速DSG車よりも70Nm高い320Nmとした。さらに、サスペンションのセッティングをドライバー自身で変更できる「Sport Select」シャシー付きスポーツパフォーマンスキットを標準装備。センターコンソールにあるスイッチ操作により、ショックアブソーバーのダンピング特性を「スポーツ」と「ノーマル」に切り替えることができる。
2015年7月28日、一部改良。純正オーディオ「Composition Media（コンポジション メディア）」を性能強化し、既対応のMirrorLinkに加えてApple CarPlayとAndroid Autoにも対応し、スマートフォンとの連携を容易にする「App Connect」を新搭載。併せて、スイッチ操作でサスペンションのセッティングを変更できる「Sport Select」をMT車に加えてDSG車にも標準装備した。
2016年5月、仕様変更。LEDヘッドライトが標準装備され、クルーズコントロールとセンターアームレストを新たに採用した。
日本導入モデル
- 2009年10月 - 型式:ABA-6RCGG 1,400 cc 7速DSG（乾式単板ダイヤフラム式）
- 2010年 6月 - 型式:DBA-6RCBZ 1,200 cc TSI 7速DSG（乾式単板ダイヤフラム式）
- 2010年 9月 - 型式:ABA-6RCAV 1,400 cc TSI 7速DSG（乾式単板ダイヤフラム式）
- 2013年 3月 - 型式:ABA-6RCTH 1,400 cc TSI 7速DSG（乾式単板ダイヤフラム式）
- 2013年 9月 - 型式:DBA-6RCPT 1,400 cc TSI 7速DSG（乾式単板ダイヤフラム式）
- 2014年 8月 - 型式:DBA-6RCJZ 1,200 cc TSI 7速DSG（乾式多板ダイヤフラム式）
- 2015年 2月 - 型式:ABA-6RDAJ 1,800 cc TSI 7速DSG（乾式多板ダイヤフラム式）
- 2015年 9月 - 型式:DBA-6RCHZ 1,000 cc TSI 7速DSG（乾式多板ダイヤフラム式）

搭載エンジン
- 2009年10月 - 1,389 cc 直列4気筒 DOHC 16バルブ 85 PS @ 5,000 rpm・13.5 kgf·m @ 3,800 rpm（無鉛プレミアムガソリン）
- 2010年 6月 - 1,197 cc 直列4気筒 SOHC 8バルブ インタークーラー付ターボチャージャー 直噴 105 PS @ 5,000 rpm・17.8 kgf·m @ 1,550‐4,100 rpm（無鉛プレミアムガソリン）
- 2010年 9月 - 1,389 cc 直列4気筒 DOHC 16バルブ インタークーラー付スーパーチャージャー + ターボチャージャー 直噴 179 PS @ 6,200 rpm・25.5 kgf·m @ 2,000‐4,500 rpm（無鉛プレミアムガソリン）
- 2013年 3月 - 1,389 cc 直列4気筒 DOHC 16バルブ インタークーラー付スーパーチャージャー + ターボチャージャー 直噴 179 PS @ 6,200 rpm・25.5 kgf·m @ 2,000‐4,500 rpm（無鉛プレミアムガソリン）JC08モード対応
- 2013年 9月 - 1,394 cc 直列4気筒 DOHC 4バルブ インタークーラー付ターボチャージャー  140 PS @ 4,500 - 6,000 rpm・25.5 kgf·m @ 1,500‐3,500 rpm（無鉛プレミアムガソリン）JC08モード対応
- 2014年 8月 - 1,197 cc 直列4気筒 DOHC 4バルブ インタークーラー付ターボチャージャー 90 PS @ 4,400 - 5,400 rpm・16.3 kgf·m @ 1,400 - 3,500 rpm（無鉛プレミアムガソリン）JC08モード対応
- 2015年 2月 - 1,798 cc 直列4気筒 DOHC 4バルブ インタークーラー付ターボチャージャー 192 PS @ 5,400 - 6,200 rpm・25.5 kgf·m @ 1,250 - 5,300 rpm（無鉛プレミアムガソリン）JC08モード対応
- 2015年 9月 - 999 cc 直列3気筒 DOHC 4バルブ インタークーラー付ターボチャージャー 直噴 95 PS @ 5,000 - 5,500 rpm・16.3 kgf·m @ 1,500 - 3,500 rpm（無鉛プレミアムガソリン）JC08モード対応

## 6代目 AW型（2017年 - ）
2017年6月、ベルリンにて世界初公開。ヨーロッパや日本では「ポロ」、南米では「ポロトラック」という名称の異なったボディで販売される。
2018年3月、ニューヨーク国際オートショーにて 「ワールド・アーバン・カー・オブ・ザ・イヤー」を受賞した。
本モデルから、フォルクスワーゲンの共通プラットフォームであるMQBを採用。先代と比べて、全長と全幅は+65mm、ホイールベースは+80mm拡大されたが、全高は10mm低くなった。全幅は1,700mmを超え、かつてのゴルフ4に迫るサイズ感となった。
前後のオーバーハングが短くなり、ワイド＆ローの精悍なエクステリアとなった。台形のテールライトは、個性的なライトサインを描き出すフルLEDテールライトを歴代初採用した。バンパーには新しくディフューザーを統合したことで、個性的なリヤビューを形成している。
ダッシュボードは垂直基調から水平基調に改められ、エアコン以外の操作モジュール類は上方のクロスパネルへ集約された。また、表面がガラスパネルで覆われた、純正インフォテイメントシステム「Composition Media」または「Discover Pro」を新たに装備し、モバイルオンラインサービス（Volkswagen Car-Net）に対応する。
上位モデルの先進安全装備を採用し、高い安全性を実現したのも特徴。プリクラッシュブレーキシステム「Front Assist」は歩行者検知機能付に進化したほか、「プロアクティブ・ オキュパント・プロテクション」、万が一の事故の際に歩行者への衝撃を緩和する「アクティブボンネット」、 そしてデイタイムランニングライトを今回初めて全モデルに標準装備した。
アダプティブクルーズコントロール（ACC）には、機械式パーキングブレーキを採用したモデルとしては初めて Stop&Go（自動停車と自動発進）機能を備える。リヤトラフィックアラート（後退時警告・ 衝突軽減ブレーキ機能）やブラインドスポットディテクション（後方死角検知機能）、駐車支援システム「Park Assist」などの様々な先進安全技術も初採用したほか、欧州の自動車安全アセスメント「ユーロNCAP」では最高評価の5つ星を獲得している。
2022年11月11日、これまで南米で販売されていた、ゴルの後継となるポロトラックがブラジルにて発表された。ハニカムパターンのフロントグリルを採用したほか、ポロでは採用されたグリル下のライトバーも装備されない。リアのテールランプも異なったデザインとなる。

### 日本仕様各グレード
TSI Trendline （2018年3月〜2022年6月）
TSI Comfortline （2018年3月〜2022年6月）
TSI Highline （2018年3月〜2022年6月）
2018年3月20日、日本仕様車のフルモデルチェンジが発表され、同日より発売された。エンジンは5代目の限定車「BlueMotion」に搭載された3気筒1.0 L TSIエンジン（CHZ型）となり、最大トルクが向上された改良型が搭載された。
同年10月2日、一部仕様変更された。GTIに設定の「テクノロジーパッケージ（デジタルメータークラスター「Active Info Display」+スマートフォン ワイヤレスチャージング）」を「TSI Comfortline」と「TSI Highline」にも新たにメーカーオプション設定されたほか、「リーフブルーメタリック」と「エナジェティックオレンジメタリック」が「TSI Comfortline」と「TSI Highline」用に有償オプション化され、ダッシュパッド・センターコンソール・シートファブリック（シートファブリックは「TSI Highline」のみ）がボディ同色（つや消し仕上げ）に変更された。
2020年3月24日、一部仕様変更された。「TSI Highline」に設定されているメーカーオプション「セーフティパッケージ」にフロントガラス上部のカメラにより走行中の車線をモニタリングし、ドライバーの意図しない車線逸脱が検知されるとステアリングの補正とドライバーへの警告を行いステアリング操作をサポートするレーンキープアシストシステム「Lane Assist」が追加された。
同年12月17日、一部仕様変更された。常時コネクティッド仕様のインフォテイメントシステムが導入され、オーディオ再生やラジオ（ワイドFM対応）、Bluetooth、App-Connect（コネクティビティ機能）を搭載した「Ready 2 Discover」が標準装備され、「TSI Comfortline」と「TSI Highline」には「Discover Media」のメーカーオプションも併せて設定された（「Discover Mediaパッケージ」非装着車は2021年春以降の出荷）。また、エンブレムの意匠が変更されたほか、「TSI Trandline」にはオートライト/レインセンサー、カミングホーム&リビングホーム、自動防眩ルームミラー、マルチファンクションステアリングホイール、アレルゲン除去機能付フレッシュエアフィルターを、「TSI Comfortline」にはLEDヘッドライト、レザーマルチファンクションステアリングホイール、スマートエントリー&スタートシステム「Keyless Access」を、「TSI Highline」にはパドルシフトをそれぞれ追加した。
GTI （2018年7月〜 ）
2018年6月8日、日本仕様GTIのフルモデルチェンジが発表された（7月3日発売）。詳細はフォルクスワーゲン・ポロGTIを参照。
TSI R-Line（2019年1月〜 ）
2019年1月29日、「TSI R-Line」が追加発売された。本グレードは、フォルクスワーゲンの日本仕様車では初となるEA211型TSIエンジンをベースにした1.5 Lターボチャージャー付4気筒ガソリン過給エンジン「1.5TSI Evo」が搭載され、日本向けポロでは初となる専用17インチアルミホイールやツインエキゾーストフィニッシャー、スポイラー類（リップ・リア）、ブラックリアスカートなどで構成された「R-Lineパッケージ」が採用されたほか、パドルシフト、ドライビングプロファイル機能、電子制御式ディファレンシャルロック「XDS」、スポーツサスペンション、「Sport Select」シャシー付スポーツパフォーマンスキットが装備され、リアブレーキは「GTI」と同じディスクに変更。タイヤ・アルミホイールは17インチとし、アルミホイールは5スポークデザインとなる。
2020年3月24日、一部仕様変更。「TSI Highline」同様、メーカーオプションの「セーフティパッケージ」にレーンキープアシストシステム「Lane Assist」が追加された。
同年12月17日、一部仕様変更。純正インフォテイメントシステム「Ready 2 Discover」が標準装備され、「Discover Media」をメーカーオプションに設定。エンブレムの意匠が変更され、「Sports Select」スポーツパフォーマンスキット仕様からノーマルサスペンション仕様に変更された。
2022年6月23日、マイナーチェンジされた（詳細は後述）。
TSI Comfortline Limited（特別仕様車、2019年10月〜 ）
2019年10月1日、「TSI Comfortline Limited」が発売された。「TSI Comfortline」をベースに、LEDヘッドライト（オートハイトコントロール機能、LEDポジションランプ付）、スマートエントリーシステム「Keyless Access」、純正インフォテイメントシステム「Discover Pro」、ETC2.0対応車載器、モバイルオンラインサービス「Volkswagen Car-Net」を特別装備するとともに、アルミホイールは10スポークの専用デザイン（15インチ）、運転席にはレザーマルチファンクションステアリングホイールがそれぞれ採用された。
2020年3月24日、一部仕様変更。「TSI Highline」・「TSI R-Line」同様、メーカーオプションの「セーフティパッケージ」にレーンキープアシストシステム「Lane Assist」が追加された。
TSI Active Basic（2022年6月～ ）
TSI Active（2022年6月～ ）
TSI Style（2022年6月～ ）
2022年6月23日、マイナーチェンジされた。外観デザインの刷新に伴って旧モデルから10～25mm伸びて全長が4,085mmとなり、バンパーはフロント・リア共に新デザインに変更。ヘッドランプはLED化され、ラジエターグリルにポロで初採用となるLEDクロスバーが組み込まれ、リアのLEDテールランプは立体的な新デザインに変更された。バックドアの「POLO」のロゴの位置がトランクリッド左下からトランクリッド中央のVWマークの下に移された。エンジンは3気筒1.0 L TSIエンジンを採用するが、ミラーサイクル燃焼プロセスの採用やバリアブルターボジオメトリー機構を搭載し、ガソリンエンジンPMフィルターも採用された「EV211evo」（DLA 型）へ換装された。同一車線内全車速運転支援システム「Travel Assist」や、LEDマトリックスヘッドライト「iQ.LIGHT」をポロで初めて採用され、9.2インチの大型モニターを備える純正インフォテインメントシステム「Discover Pro」、デジタルメータークラスター「Digital Cockpit Pro」、タッチコントロール式エアコンディショナーパネルも採用された。
「TSI R-Line」以外のグレードは刷新され、「TSI Trendline」はLEDヘッドランプを新たに標準装備して「TSI Active Basic」に、「TSI Comfortline」はデジタルメータークラスター「Digital Cockpit Pro」を標準装備とした「TSI Active」に、「TSI Highline」は同一車線内全車速運転支援システム「Travel Assist」やLEDマトリックスヘッドライト「iQ.LIGHT」を標準装備とした「TSI Style」にそれぞれ改名された。
日本導入モデル
- 2018年 3月 - 型式:ABA-AWCHZ 999 cc 7速DSG（乾式単板ダイヤフラム式）
- 2018年 7月 - 型式:ABA-AWCZP 1,984 cc 6速DSG（湿式多板式）
- 2019年 1月 - 型式:ABA-AWDAD 1,497 cc 7速DSG
- 2022年 6月 - 型式:3BA-AWDLA 999cc 7速DSG

搭載エンジン
- 2018年 3月 - 999 cc 直列3気筒 DOHC 4バルブ インタークーラー付ターボチャージャー 95 PS @ 5,000 - 5,500 rpm・17.5 kgf·m @ 2,000 - 3,500 rpm（無鉛プレミアムガソリン）JC08モード対応
- 2018年 7月 - 1984 cc 直列4気筒 DOHC 4バルブ インタークーラー付ターボチャージャー 200 PS @ 4,400 - 6,000 rpm・32.6 kgf·m @ 1,500 - 4,350 rpm（無鉛プレミアムガソリン） JC08モード対応
- 2019年 1月 - 1497 cc 直列4気筒 DOHC 4バルブ インタークーラー付ターボチャージャー 150 PS @ 5,000 - 6,000 rpm・25.5 kgf·m @ 1,500 - 3,500 rpm（無鉛プレミアムガソリン） JC08モード対応
- 2022年 6月 - 999 cc 直列3気筒 DOHC 4バルブ インタークーラー付ターボチャージャー 95 PS @ 5,000 - 5,500 rpm・17.9 kgf·m @ 1,600 - 3,500 rpm（無鉛プレミアムガソリン）WLTCモード/JC08モード対応

### GTI
2018年3月20日にポロのフルモデルチェンジに伴って一旦販売が終了されたが、同年6月8日にフルモデルチェンジが発表された（7月3日販売開始）。
エンジンはポロGTIでは初採用となる直噴ターボ・ミラーサイクル仕様のCZP型 2.0L TSIエンジンとなり、最高出力は200PSに向上、最大トルクは3代目・MT車と同数値の320Nmとなり、トランスミッションは湿式多板の6速DSGのみの設定となった。
専用装備としては、「Sport Select」のダンピング特性・ステアリング・エンジン特性・ギアボックスの制御プログラムを4つのモード（ノーマル・エコ・スポーツ・カスタム）から切替可能なドライビングプロファイル機能が新たに標準装備された。
また、デジタルメーター「Active info Display」や、日本仕様車では初採用となるQi対応スマートフォン用充電スペース「スマートフォン ワイヤレスチャージング」が採用され、「テクノロジーパッケージ」としてオプション設定された。
2020年3月24日に一部仕様変更。メーカーオプションの「セーフティパッケージ」（「Discover Proパッケージ」とのセットオプション設定）に、フロントガラス上部のカメラで走行中の車線をモニタリングし、ドライバーの意図しない車線逸脱を検知するとステアリング補正を行うとともにドライバーに警告を行ってステアリング操作をサポートするレーンキープアシストシステム「Lane Assist」が追加された。
2022年11月21日にマイナーチェンジ。エンジンがDNN型へ換装されたことで最高出力が207PSに向上。スポーツモードとノーマルモードの切り替えを可能とするアクティブダンパーを備えた"Sport Select"シャシー付スポーツパフォーマンスキットと18インチアルミホイールがセットとなったSport Selectパッケージをオプションに設定。外観はフロントグリルがハニカム形状となり、左右のヘッドランプをつなぐポジションランプとヘッドランプ内部に赤いアクセントラインを入れるなど「GTI」専用デザインとなった。内装はブラック、レッド、クローム、グレーの4色を基調に随所に赤いアクセントが施されており、シートにはチェック柄を配したファブリックのトップスポーツシートを採用。デジタルメータークラスター「Digital Cockpit Pro」が専用表示で標準化された。安全面ではLEDマトリックスヘッドライト「iQ.LIGHT」や同一車線内全車速運転支援システム「Travel Assist」など予防安全装備が数多く採用された。

## モータースポーツ

### ラリー

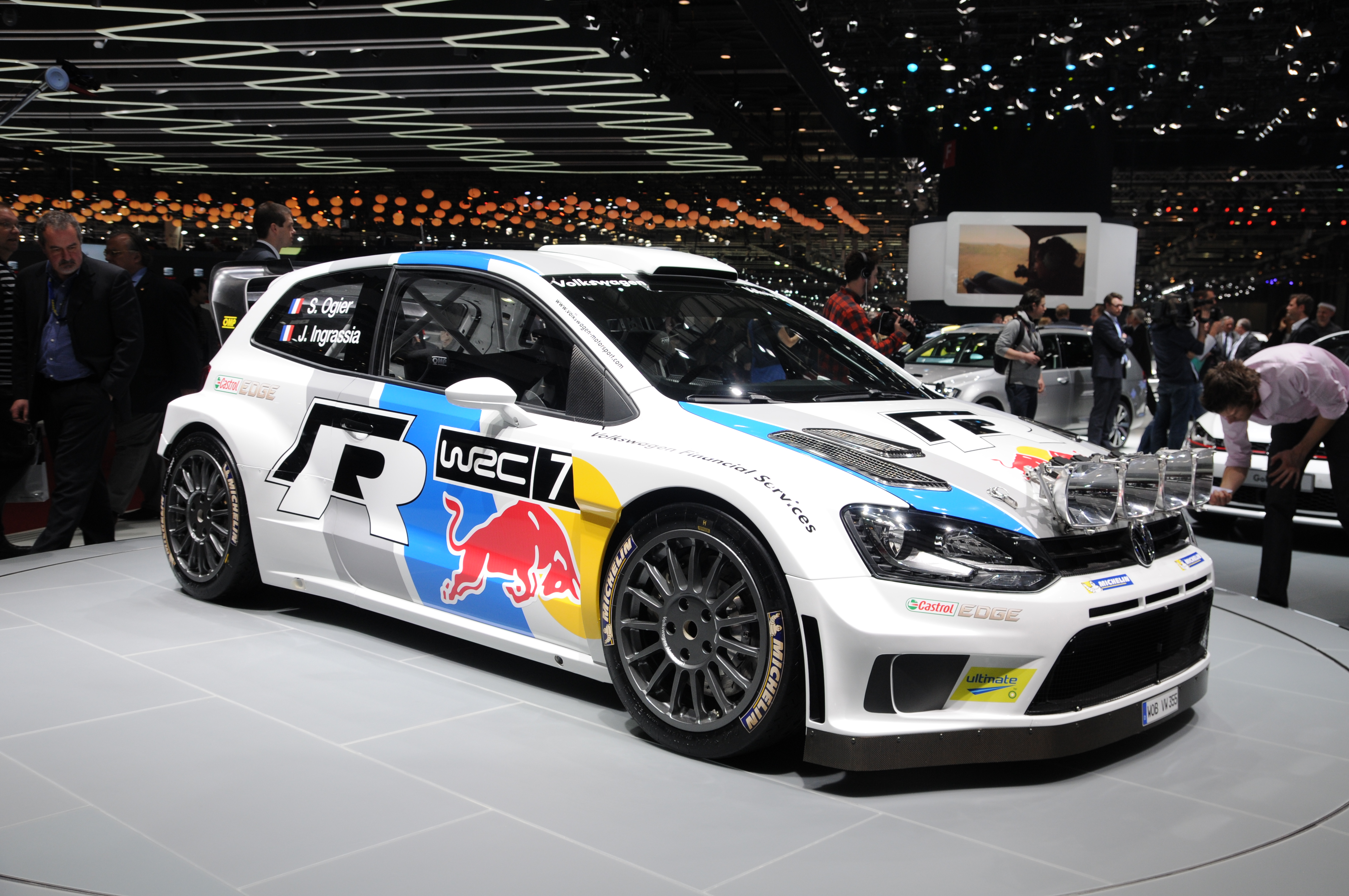
ポロR WRC

スーパー1600（JWRC）
ポロはJWRC（ジュニアWRCについてはWRCを参照）に2002年よりエントリー。マシンは実質的にキットカーからコンバートしたものであり、初期は3代目後期型GTIをベースにオーバーフェンダーやリアスポイラーを追加していたものの、他車と比べて控えめな外観となっていた。その後4代目前期型をベースとしたもの（約215 PS）に切換えられた。現在のJRCでその姿を見かけることはない。2003年のトルコラリーで優勝を飾った。
S2000
2007年現在、ポロS2000はインターコンチネンタル・ラリー・チャレンジ (IRC) を舞台に活躍。製作はVW南アフリカによるもので2003年モデルのポロスーパー1600がベースとなっている。IRCデビューは2007年6月の第3戦イプルーで、フレディ・ロイクスがドライブ。ポロS2000のスペックはサイズがそれぞれ全長3,916 mm×全幅1,800 mm。重量は1,185 kg。1,984 ccの直列4気筒エンジンを搭載し、最高出力は195 kW（約280 PS）/ 8,250 rpm、235 N·mを発揮する。トランスミッションは6速シーケンシャル。駆動方式は4WDとなっている。ヨーロッパにおける独占販売権を所持しているのはルネ・ジョルジュ・ラリー・スポート・ベルギーであるが、当時はモデル自体が末期であるということからパーツ等の供給が不安定気味とのことだった。
ワールドラリーカー（WRカー）

2011年にポロR WRCで世界ラリー選手権 (WRC) にフル参戦することを表明し、1年間の準備期間を経て2013年よりフル参戦を開始した。元F1のザウバーチームに在籍していたウィリー・ランプが開発を指導している。ボディは全長3,976 mm×全幅1,820 mm、トレッド1,610 mm、ホイールベース2,480 mm。重量1,200 kg（レギュレーション最低重量）。エンジンは世界ツーリングカー選手権 (WTCC) と共通規定の元に製作される1,600 cc直噴ターボ で、最高出力は232 kW（315 PS）@ 6,250 rpm、最大トルクは425 N·m @ 5,000 rpm（⌀33 のリストリクター付）。参戦初年度の2013年には全13戦中10勝を挙げ、ドライバーズ（セバスチャン・オジェ）とマニュファクチャラーズの両タイトルを獲得した。

### レース
フォルクスワーゲンによる2代目後期型のGT G40カップカーによるワンメイクレースが行われていた。ドイツ自動車連盟（ADAC）主催のポロカップレースはモータースポーツの登竜門的存在のひとつとして高い人気がある。

## その他
4代目初期型の日本向けカタログにトヨタ・カローラが写っている。バンパーが大型なので北米仕様と思われる。4代目からは、ホイールハブが4穴から5穴に変更されている。P.C.D.については100で変更なし。
シュコダ・ファビア、セアト・イビサとはプラットフォームを共通化している。
1980年代中ごろのポロにはステアリング・ホイール中央部にヴォルフスブルクのロゴマークが配されていた。
2004年、ポロの偽CMの動画が一部に出回った（フェイク動画）。9N型ポロに乗って自爆テロを謀るテロリスト風の男。カフェの前で爆発物のスイッチを押すが爆発は車内のみで収まり、周囲の人々も気付かない」というもので、「small but tough」というポロのキャッチコピーにかけたものである。